# Jiangling Motors
Jiangling Motors Corporation (JMC) — китайская автомобилестроительная компания, выпускающая грузовые автомобили, внедорожники и микроавтобусы, а также двигатели и другие комплектующие. Штаб-квартира и основные предприятия расположены в городе Наньчан провинции Цзянси. Компания тесно сотрудничает с Ford и Isuzu.

## История
Старейшим предшественником компании была мастерская по ремонту грузовых автомобилей, открытая в Наньчане в 1947 году. В 1968 году был открыт завод, на котором началось производство грузовиков. В 1980-х годах началось партнёрство с Isuzu. В 1991 году была создана Jiangling Motors Corporation Group, в которую кроме завода вошли ещё ряд машиностроительных предприятий провинции Цзянси. В 1993 году часть активов группы была выделена в Jiangling Motors Corporation, акции которой были размещены на Шэньчжэньской фондовой бирже, крупный пакет акций приобрела американская компания Ford. В 2005 году подразделение тракторов было продано индийской компании Mahindra & Mahindra. В 2015 году было создано совместное предприятие с Renault по производству электромобилей.

## Собственники и руководство
Компания является китайско-американским совместным предприятием, её основными акционерами являются Nanchang Jiangling Investment Co., Ltd. (41 %) и Ford Motor Company (32 %). Nanchang Jiangling Investment, в свою очередь, контролируется Chongqing Changan Automobile Co., Ltd. (Changan) и Jiangling Motors Corporation Group (по 50 %).

## Деятельность
В 2020 году продажи составили 331 тыс. автомобилей, в том числе 129 тыс. лёгких грузовиков, 93 тыс. микроавтобусов, 65 тыс. пикапов и 44 тыс. внедорожников (SUV). Вся продукция реализуется на внутреннем рынке (однако около 5 % продаж приходится на аффилированную импортно-экспортную компанию)

## Марки автомобилей

### Легковые
- JMC Yuhu
- JMC Yuhu 7
- Yusheng
- Landwind CV9
- Landwind X6

### Микроавтобусы и фургоны
- JMC Fushun
- JMC Teshun

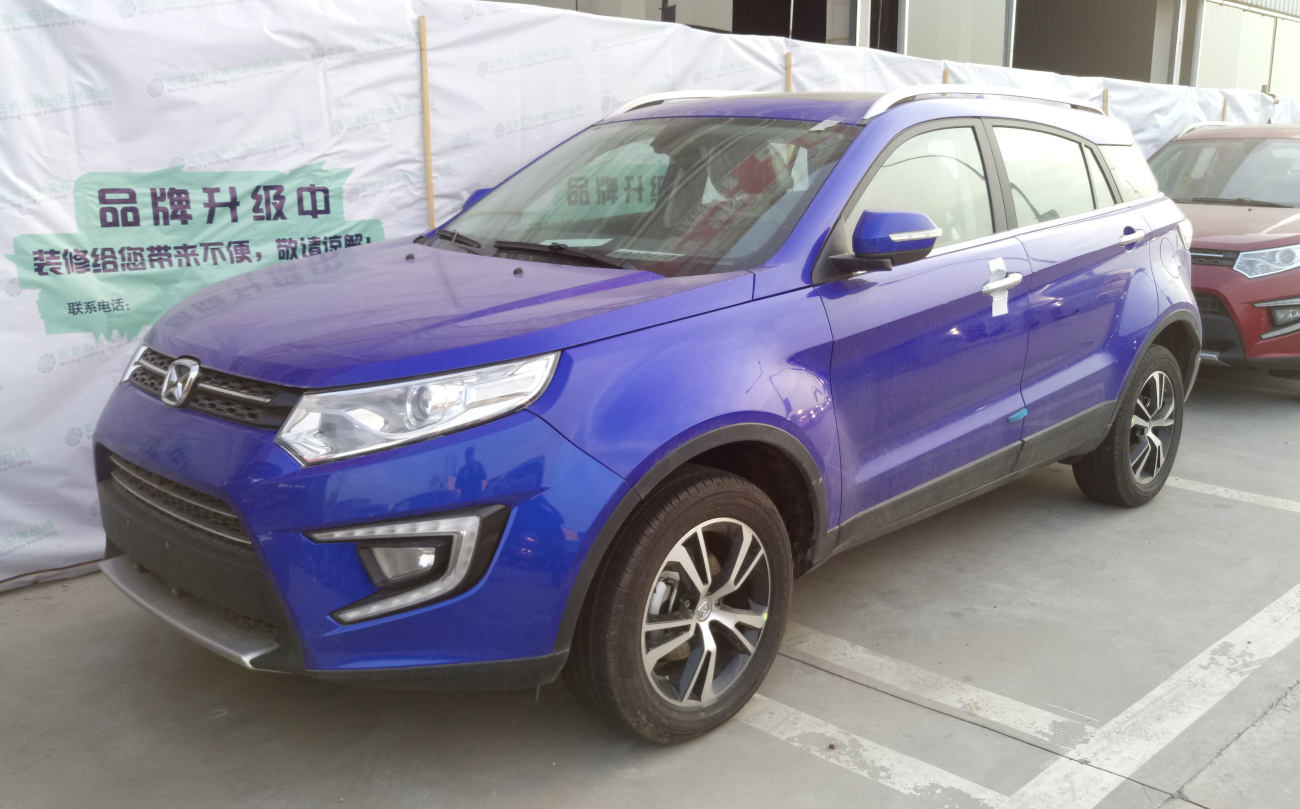
Jiangling Yusheng S330
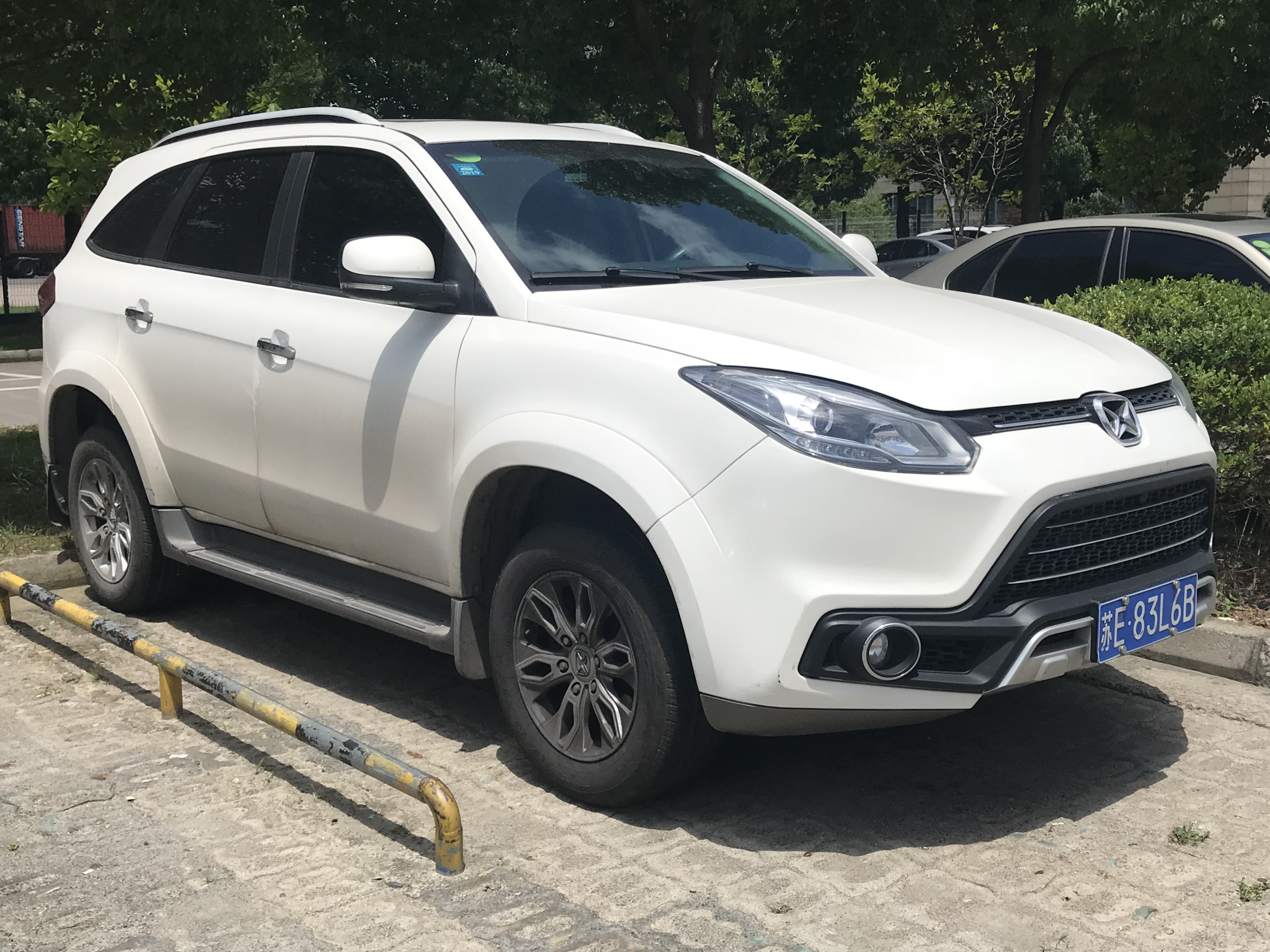
Jiangling Yusheng S350
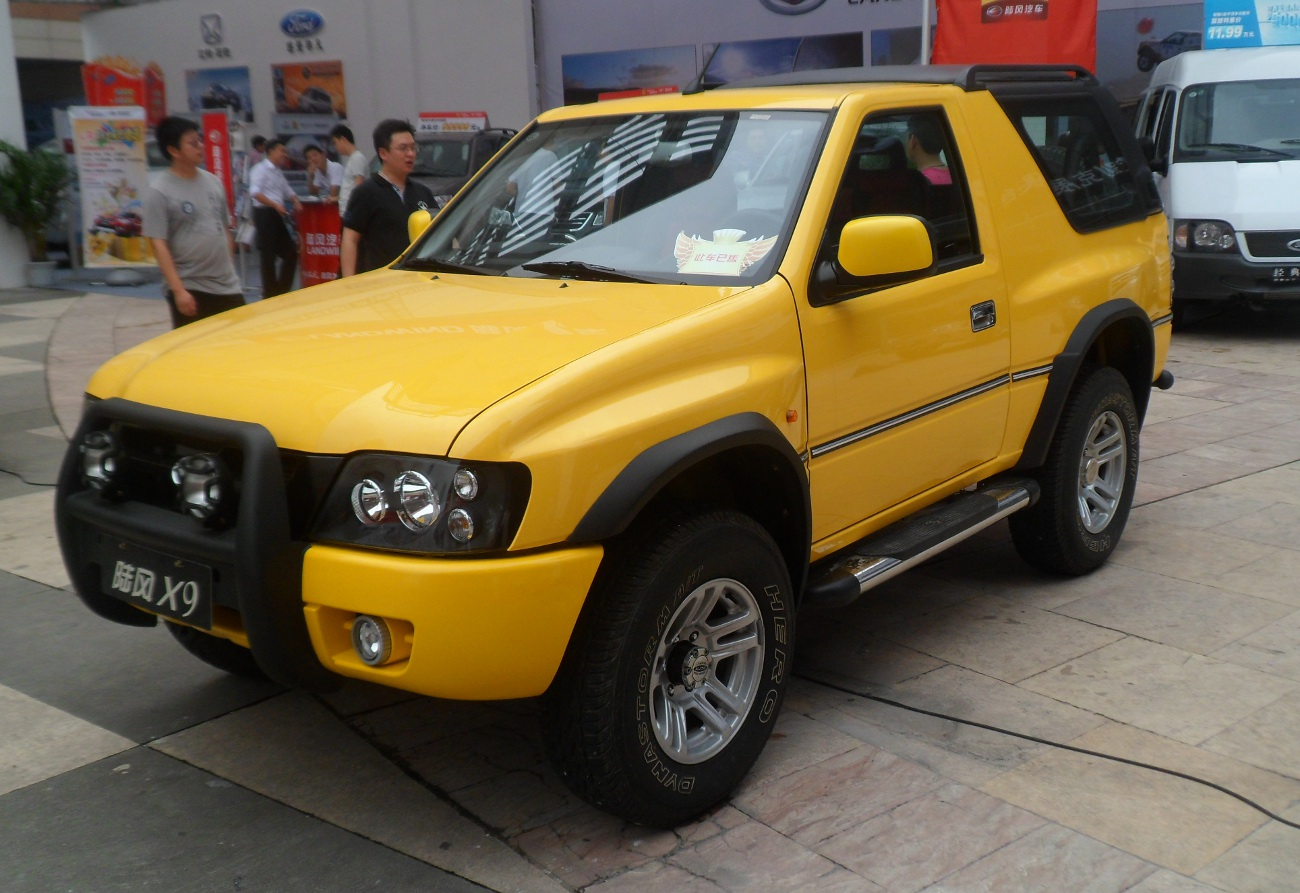
Landwind X9
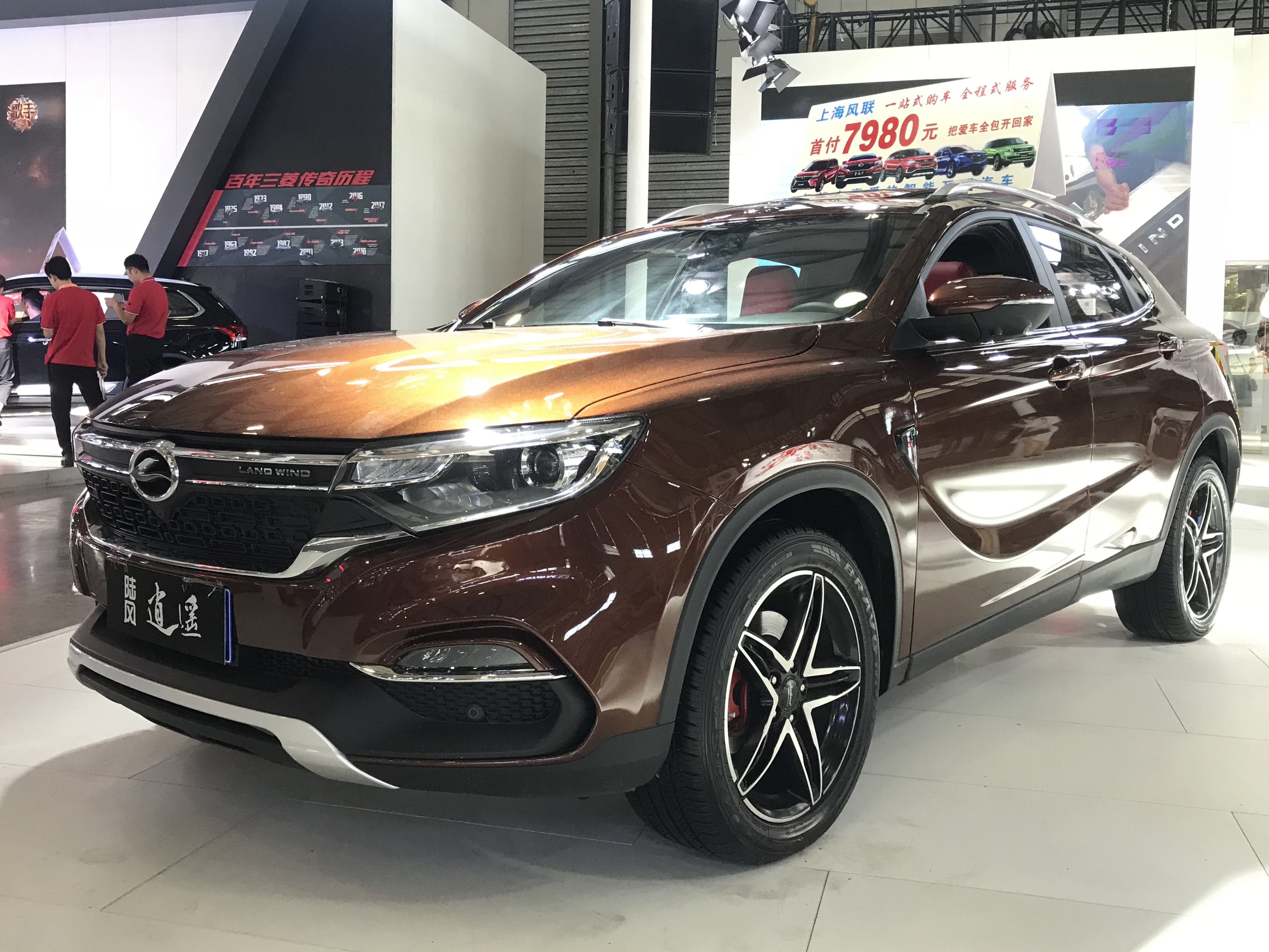
Landwind Xiaoyao